# Бакович Петро
Петро Бакович (7 серпня 1893, с. Дідилів, тепер Новояричівська селищна громада, Львівський район, Львівська область, Україна — 16 червня 1978, Нью-Йорк, США) — сотник Армії УНР i УГА, крайовий командант Української Військової Організації.

## Життєпис
Народився 7 серпня 1893 року в Галичині, у селі Дідилові Кам'янко-Струмилівського повіту (Королівство Галичини та Володимирії, Австро-Угорська імперія, нині Новояричівська селищна громада Львівського району Львівської області, Україна).

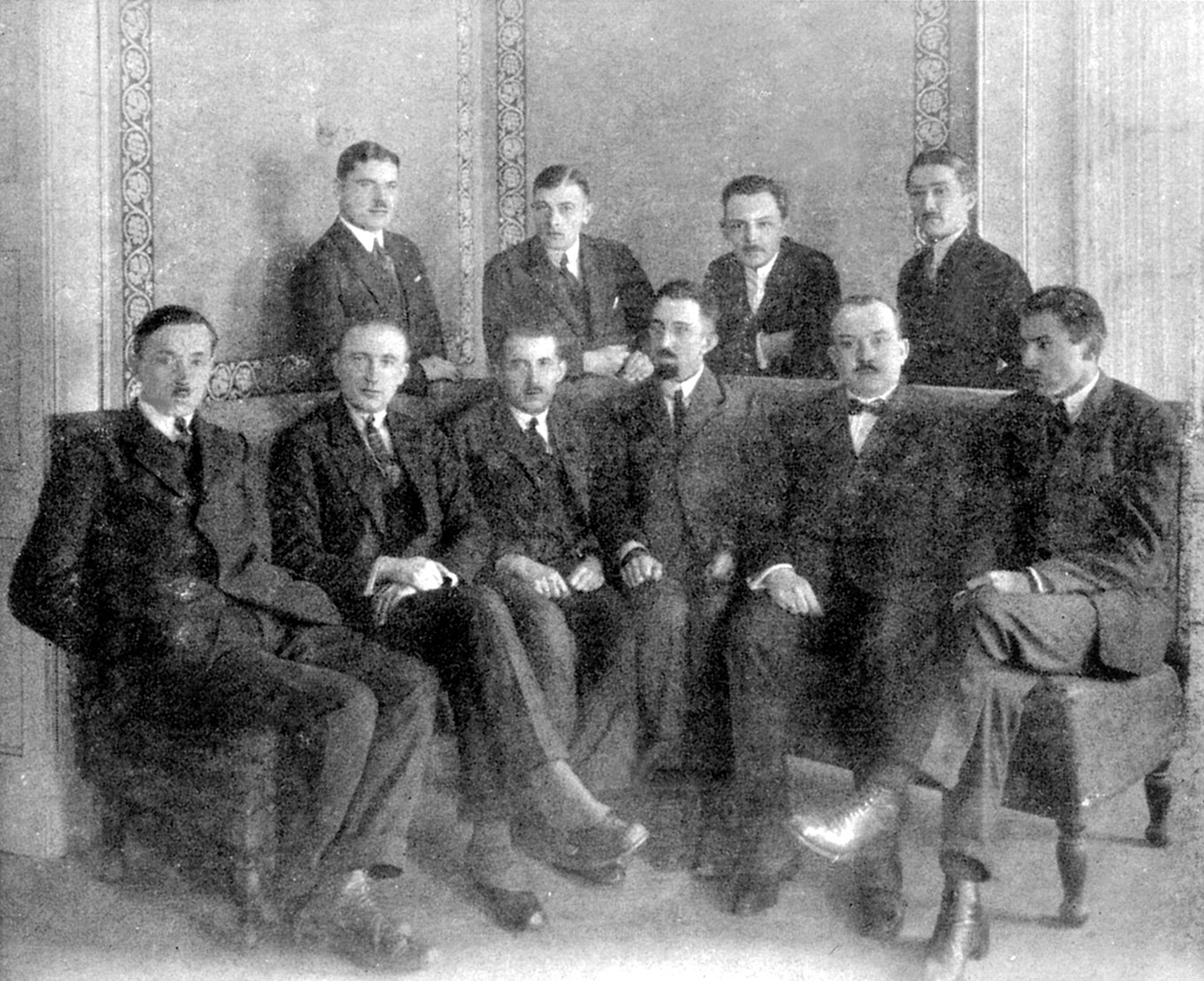
Конференція Начальної Команди УВО. Оліва, березень 1923. Зліва направо сидять: Володимир Бемко, Андрій Мельник, Євген Коновалець, Володимир Целевич, Ярослав Селезінка, Ярослав Індишевський; стоять: Петро Бакович, Юліян Головінський, Осип Рев'юк, Павло Меркун

У 1913 р. закінчив Академічну гімназію у Львові.
У першій світовій війні служив в 30 пішому полку крайової оборони армії Австро-Угорщини. 
Служив в Українській Галицькій Армії, командант полку 3-ї Бережанської бригади. Згодом командувач 1-ї Стрілецької бригади імені Сірка 5-ї Херсонської стрілецької дивізії Армії УНР.
З 1921 член УВО, бойовий референт Начальної Команди організації протягом 1921–1922 років. У 1923 року займав посаду крайового команданта УВО.
У 1922 році був прийнятий на роботу у львівську філію товариства «Просвіта» імені М. Шашкевича. У той час секретарем філії був Є. Коновалець.
Активний діяч української кооперації, довголітній інспектор Ревізійного союзу українських кооперативів у Львові та член багатьох Товариств.
Після другої світової війни на еміграції у США. Помер 16 червня 1978 року у Нью-Йорку, похований на українському |цвинтарі святого Андрія у містечку Саут-Баунд-Брук в штаті Нью-Джерсі.

## Нагороди
- Воєнний хрест УНР (30.10.1961)[3]